# Chilam Balam

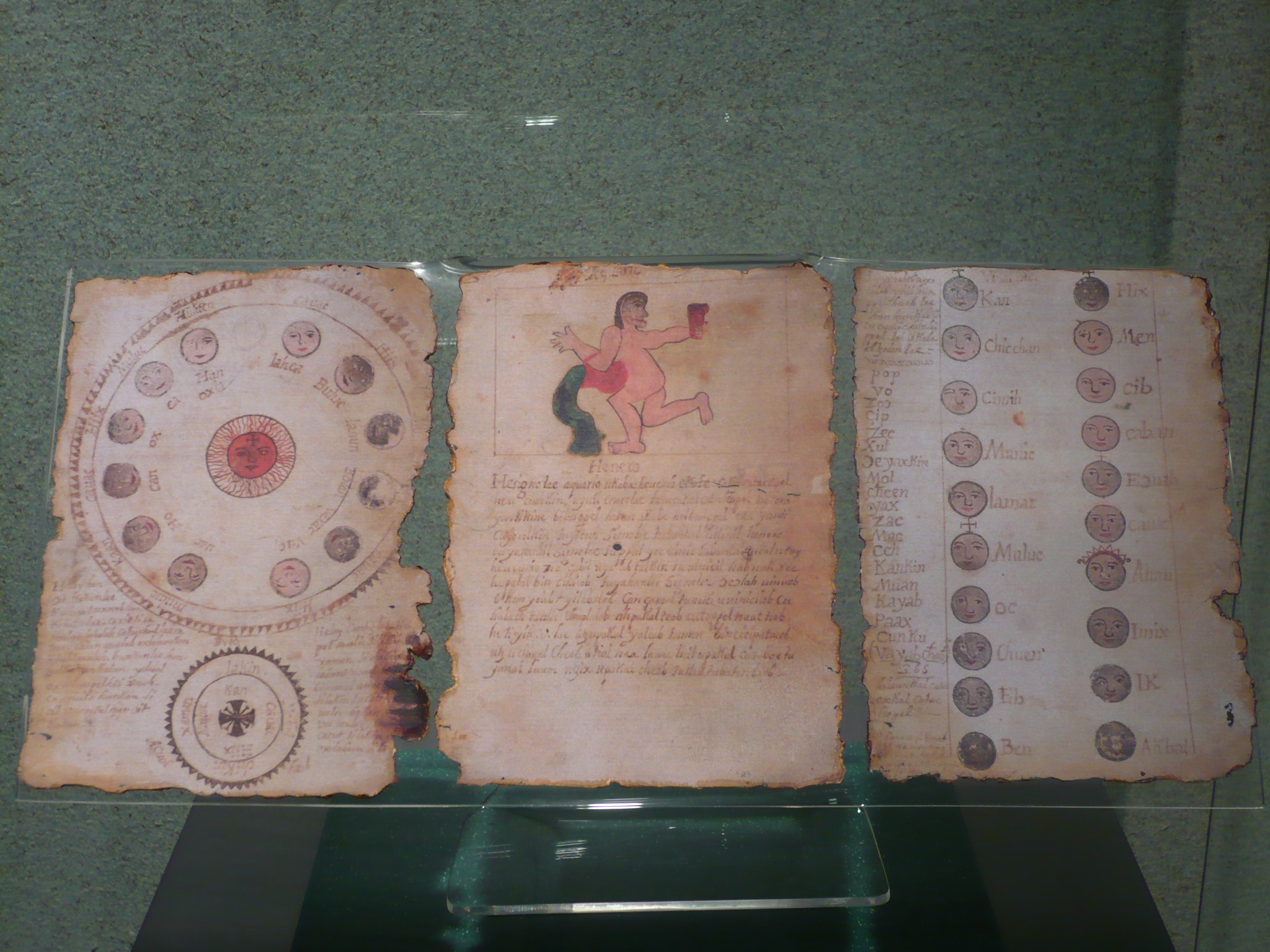
Chilam Balam Ixil, ausgestellt in Mexiko-Stadt

Chilam Balam (von mayasprachlich Chilam ‚Prophet‘ und Balam ‚Jaguar‘) ist die Bezeichnung einer Textsammlung, die vom 16. bis zum 19. Jahrhundert in Yucatán in der dort gesprochenen Mayathan-Sprache verfasst wurden. Sie besteht aus einheimischen, miteinander verwandten Überlieferungen sowie von Übersetzungen und Bearbeitungen von Texten aus der spanischen und christlichen Tradition. 
Es wird geschätzt, dass etwa zwei Drittel der Texte auf Vorlagen aus der Alten Welt und nur ein Drittel auf Vorlagen aus der Maya-Kultur zurückgeht. Neben medizinischen und astronomischen Texten (meist auf der Basis europäischer Almanache) bestehen einige Bücher zu einem beträchtlichen Teil aus chronologischen und prophetischen Abschnitten. Sie bilden deshalb eine wichtige Quelle für die Kultur und Geschichte der Maya.

## Textkorpus
Die bekanntesten Chilam-Balam-Bücher, meistens benannt nach den Orten ihrer Entstehung, sind die von:
- Chan Kan (128 Seiten), aufbewahrt in der Bibliothek des Nationalmuseums für Anthropologie, Mexiko-Stadt.
- Chumayel (107 Seiten), aufbewahrt in der Princeton University Library, Princeton, New Jersey. Besonders wichtig sind die Prophezeiungen und Chroniken.
- Ixil (88 Seiten), aufbewahrt in der Bibliothek des Nationalmuseums für Anthropologie, Mexiko-Stadt. Das Buch enthält besonders viele Texte medizinischen Inhalts.
- Káua (282 Seiten), aufbewahrt in der Princeton University Library, Princeton, New Jersey.
- Maní (als Kopie enthalten in dem von Juan Pío Pérez geschriebenen Codex Pérez), aufbewahrt in der Bibliothek des Nationalmuseums für Anthropologie, Mexiko-Stadt.
- Nah (64 Seiten), aufbewahrt in der Princeton University Library, Princeton, New Jersey.
- Tekax (37 Seiten), Verbleib unbekannt.
- Tizimín (54 Seiten), aufbewahrt in der Bibliothek des Nationalmuseums für Anthropologie, Mexiko-Stadt.
- Tusik (58 Seiten), gegenwärtiger Aufbewahrungsort unbekannt, es existieren Kopien und photographische Reproduktionen.

## Namensgebung
Nach einem Text im Chilam-Balam-Buch von Maní versammelten sich mehrere Propheten (Ah Xupan Nauat, Ah Napuc Tun, Nahau Pech und Ah Kauil Chel) im Hause des Chilam Balam, und empfingen eine Offenbarung, welche die Ankunft des Christentums und somit die spanische Eroberung Yukatans vorhersagte. Mitte des 19. Jahrhunderts wurde die Bezeichnung "Chilam Balam" auf die gesamte Gruppe verwandter Texte übertragen.

## Nachwirkung
Die Chilam-Balam-Prophezeiungen – die tatsächlich nur einen kleinen Teil des etwa 1000 Seiten starken Textkorpus ausmachen – wurden nicht nur schriftlich, sondern auch mündlich überliefert. Noch in der ersten Hälfte des 19. Jahrhunderts waren sie in Yucatán so populär, dass sie von zeitgenössischen Beobachtern sogar für den Ausbruch des blutigen Kastenkriegs verantwortlich gemacht wurden.